# Бикси
Бикси (фр. Buxy) насеље је и општина у источном делу централне Француске у региону Бургоња, у департману Саона и Лоара која припада префектури Шалон сир Саон.
По подацима из 2011. године у општини је живело 2.184 становника, а густина насељености је износила 183,22 становника/km². Општина се простире на површини од 11,92 km². Налази се на средњој надморској висини од 266 метара (максималној 428 m, а минималној 186 m).

## Демографија
| 1962. | 1968. | 1975. | 1982. | 1990. | 1999. | 2011. |
| ----- | ----- | ----- | ----- | ----- | ----- | ----- |
| 1.650 | 1.685 | 1.670 | 1.796 | 1.998 | 2.098 | 2.184 |

График промене броја становника у току последњих година